# هاکویی
هاکویی در استان ایشیکاوا در کشور ژاپن واقع شده است  که دارای جمعیت ۲۳٬۹۶۳ نفر و مساحت ۸۱٫۹۶ کیلومتر مربع با تراکم جمعیت 292  نفر در کیلومترمربع است و در تاریخ ۱ ژوئیه ۱۹۵۸ به عنوان شهر شناخته شد.